# Temporada 2012 del Campeonato de España de Rally
La temporada 2012 fue la edición 56.ª del Campeonato de España de Rally. El calendario estaba compuesto de nueve pruebas comenzando el 15 de marzo en el Rally Islas Canarias-El Corte Inglés y finalizando el 25 de noviembre en el Rally RACE Comunidad de Madrid.

## Calendario
El Rally Islas Canarias-El Corte Inglés fue puntuable para el IRC y el Rally Príncipe de Asturias para el Campeonato de Europa. El Rally La Vila Joiosa se cayó del calendario por problemas económicos tras once años siendo puntuable para el campeonato.
| N.º | Fecha               | Prueba                                      | Series | Resultados |
| --- | ------------------- | ------------------------------------------- | ------ | ---------- |
| 1   | 15-17 de marzo      | 36.º Rally Islas Canarias - El Corte Inglés | IRC    | Resultados |
| 2   | 19-20 de mayo       | 34.º Rally Cantabria Internacional          |        | Resultados |
| 3   | 2-3 de junio        | 48.º Rallye Internacional Rías Baixas       |        | Resultados |
| 4   | 16-17 de junio      | 45.º Rallye de Ourense                      |        | Resultados |
| 5   | 25-26 de agosto     | 43.º Rallye de Ferrol                       |        | Resultados |
| 6   | 13-15 de septiembre | 49.º Rally Príncipe de Asturias             | ERC    | Resultados |
| 7   | 29-30 de septiembre | 36.º Rallye Villa de Llanes                 |        | Resultados |
| 8   | 27-28 de octubre    | 30.º Rallye Sierra Morena                   |        | Resultados |
| 9   | 24-25 de noviembre  | 3.º Rally Race - Comunidad de Madrid        |        | Resultados |

## Cambios y novedades
- Se incluyó una clase nueva en el certamen: Nacional 1,[5] vehículos con mecánica de grupo N 4x4 y chasis monocasco tubular.[6]
- Se creó la Copa de España de Rally.[5] Se prohíben los S2000, GT, Grupo N+ y grupo R4 dentro de la misma, y se habilitan los Grupo R y Super 1600 entre otros reglamentos.[7]
- Se creó el Trofeo de Pilotos Femeninos.[7]
- Los reconocimientos pasaron a efectuarse en un solo día, con dos pasadas, permitiéndose la utilización de los libros de notas del año anterior.[7]
- Se suprimió el shakedown y los ouvreurs.[7]
- Se permitió realizar los rallyes en sábado y domingo.[7]
- La normativa de publicidad y dorsales se adoptó la que se regía en el Campeonato Mundial de Rally.[7]

## Equipos
| Equipo                 | Vehículo                   | Piloto                | Copiloto                 | Rondas            |                   |                   |                   |
| Equipos oficiales      | Equipos oficiales          | Equipos oficiales     | Equipos oficiales        | Equipos oficiales | Equipos oficiales | Equipos oficiales | Equipos oficiales |
| ---------------------- | -------------------------- | --------------------- | ------------------------ | ----------------- | ----------------- | ----------------- | ----------------- |
| Suzuki Motor Ibérica   | Suzuki Swift S1600         | Gorka Antxustegui     | Gabriel Suárez           | 1-7, 9            |                   |                   |                   |
| Suzuki Motor Ibérica   | Suzuki Swift S1600         | Joan Vinyes           | Jordi Mercader           | 1-7, 9            |                   |                   |                   |
| Suzuki Motor Ibérica   | Suzuki Swift S1600         | Santiago Cañizares    | Ricardo Ranero           | 2-4               |                   |                   |                   |
| Equipos privados       |                            |                       |                          |                   |                   |                   |                   |
| AMP Classic Team       | Škoda Fabia S2000          | Alberto Hevia         | Alberto Iglesias Pin     | 1-4               |                   |                   |                   |
| AMP Classic Team       | Škoda Fabia S2000          | Alberto Hevia         | Francisco Javier Álvarez | 5-8               |                   |                   |                   |
| AMP Classic Team       | Peugeot 207 S2000          | Jonathan Pérez Suárez | Enrique Velasco          | 1-4               |                   |                   |                   |
| AMP Classic Team       | Mitsubishi Lancer Evo X R4 | Jonathan Pérez Suárez | Enrique Velasco          | 5-9               |                   |                   |                   |
| IMEX Laca Competición  | Porsche 911 GT3            | Miguel Ángel Fuster   | Ignacio Aviñó            | 1, 4-8            |                   |                   |                   |
| IMEX Laca Competición  | Porsche 911 GT3            | Miguel Ángel Fuster   | José Vicente Medina      | 3                 |                   |                   |                   |
| Escudería Ourense      | Porsche 911 GT3            | Sergio Vallejo        | Ramón López              | 1                 |                   |                   |                   |
| Escudería Ourense      | Porsche 911 GT3            | Sergio Vallejo        | Diego Vallejo            | 2-9               |                   |                   |                   |
| Escudería 1000 Lagos   | Porsche 911 GT3            | Daniel Marbán         | Víctor Ferrero           | 1                 |                   |                   |                   |
| Escudería 1000 Lagos   | Mitsubishi Lancer Evo X    | Daniel Marbán         | Víctor Ferrero           | 2-4               |                   |                   |                   |
| Canarias Sport Club    | Peugeot 207 S2000          | Luis Monzón           | José Carlos Déniz        | 1,4               |                   |                   |                   |
| Canarias Sport Club    | Peugeot 207 S2000          | Luis Monzón           | Nazer Ghuneim            | 2                 |                   |                   |                   |
| Canarias Sport Club    | Porsche 911 GT3            | Luis Monzón           | Nazer Ghuneim            | 3                 |                   |                   |                   |
| Escudería Villa Llanes | Volkswagen Polo N1         | Eugenio Mantecón      | Alex Noriega             | 1-4               |                   |                   |                   |
| Autogomas Sport        | Citroën DS3 R3T            | Enrique García Ojeda  | Pablo Marcos             | 2-4, 7            |                   |                   |                   |
| Escudería Rias Baixas  | Suzuki Swift               | Oscar Pereiro         | Luis Penido              | 2-4               |                   |                   |                   |
| Escudería Osona        | Ford Fiesta N1             | Xavi Pons             | Oriol Juliá              | 4,5               |                   |                   |                   |
| Escudería Osona        | Porsche 911 GT3            | Xavi Pons             | Oriol Juliá              | 6                 |                   |                   |                   |

## Resultados

### Campeonato de pilotos
- En los rallyes Islas Canarias y Príncipe de Asturias solo se reflejan los resultados relativos al campeonato de España.

| Pos. | Piloto                    | CNR | CAN | RBX | ORN | FRR | PRA | VLL | SRM | RCM | Puntos |
| 1.   | Miguel Ángel Fuster       | 1   | DNS | 4   | 1   | 3   | 2   | 2   | 1   |     | 249.5  |
| 2.   | Sergio Vallejo            | 3   | 8   | 9   | 5   | 12  | 3   | 1   | 2   | 1   | 236    |
| 3.   | Alberto Hevia             | Ret | 1   | 2   | 4   | 1   | 1   | 3   | Ret |     | 204.5  |
| 4.   | Joan Vinyes               | 5   | 3   | 7   | 6   | 6   | 4   | Ret |     | 4   | 185    |
| 5.   | Daniel Marbán             | 8   | 6   | Ret | Ret | 8   | 8   | 7   | 10  | 3   | 153    |
| 6.   | Alejandro Pais            |     | 7   | 6   | 8   | 5   | Ret | 8   | Ret | 5   | 120    |
| 7.   | Jonathan Pérez Suárez     | 4   | 2   | Ret | Ret | Ret | Ret | Ret | 6   | 2   | 118.5  |
| 8.   | Alejandro Sur Pernía      |     | 10  | 13  | 9   | Ret | 10  | 12  | 5   | 9   | 107.5  |
| 9.   | Gorka Antxustegui         | 6   | 9   | 10  | Ret | Ret | Ret | 9   |     | 6   | 95.5   |
| 10.  | Alberto Monarri           | 13  | Ret |     | 10  |     | 10  | 6   | 11  | 10  | 93.5   |
| 11.  | Xavi Pons                 |     |     |     | 2   | Ret | Ret | 4   | 3   | Ret | 82     |
| 12.  | Eugenio Mantecón          | Ret | 5   | Ret | Ret |     | 8   | 5   | Ret |     | 71.5   |
| 13.  | Luis Monzón               | 2   | Ret | 5   | Ret |     |     |     |     |     | 68     |
| 14.  | Diego Marcos Barquin      | 12  | 11  |     | 15  |     | 12  |     | 12  | 11  | 68     |
| 15.  | Enrique García Ojeda      |     | 12  | 8   | 7   |     |     | 11  |     |     | 56     |
| 16.  | Víctor Senra              |     | Ret | 3   | 3   | Ret | Ret | Ret |     |     | 54     |
| 17.  | Óscar Palacio             |     |     |     |     |     | 6   | 10  |     |     | 44,5   |
| 18.  | Marcos Rodríguez Poncelas |     | 15  | 20  | 14  | 9   | Ret | 15  |     | 21  | 43     |
| 19.  | Pablo Pazó                |     | 16  | 18  | 13  | 10  | 13  | 19  |     | 25  | 43     |
| 20.  | Adrián Díaz Pérez         |     | 13  | 23  | 16  | 13  | 15  | 17  |     | 23  | 38     |
| 21.  | Alberto Meira             |     |     | 1   | Ret |     |     |     |     |     | 35     |

### Campeonato de marcas
| Pos. | Marca      | Puntos |
| ---- | ---------- | ------ |
| 1    | Suzuki     | 466    |
| 2    | Mitsubishi | 430.5  |
| 3    | Renault    | 311    |
| 4    | SEAT       | 36     |

### Trofeo de escuderías
| Pos. | Marca                   | Puntos |
| ---- | ----------------------- | ------ |
| 1    | AMP Classic Team        | 408.5  |
| 2    | Escudería Ourense       | 317.5  |
| 3    | C.D. Motor R. Cantabria | 303    |
| 4    | Ecudería Rías Baixas    | 217.5  |
| 5    | Escudería 1000 Lagos    | 182    |

### Copa de copilotos
| Pos. | Piloto                   | Puntos |
| ---- | ------------------------ | ------ |
| 1.   | Ignacio Aviño            | 224.5  |
| 2.   | Diego Vallejo            | 206.5  |
| 3.   | Jordi Mercader           | 187    |
| 4.   | Víctor Manuel Ferrero    | 153    |
| 5.   | Alberto Iglesias Pin     | 126    |
| 6.   | Santiago Pais            | 122    |
| 7.   | Enrique Velasco          | 118,5  |
| 8.   | Francisco Javier Álvarez | 114,5  |
| 9.   | Juan Luis García         | 106,5  |
| 10.  | Rodrigo Sanjuan          | 91,5   |

### Trofeo de grupo N
| Pos. | Piloto                | Puntos |
| ---- | --------------------- | ------ |
| 1    | Daniel Marbán         | 192.5  |
| 2    | Alejandro Pais        | 168    |
| 3    | Pedro Freire Vidal    | 115.5  |
| 4    | Ignacio Jose Santalla | 98.5   |
| 5    | Jonathan Pérez Suárez | 65     |

### Trofeo júnior
| Pos. | Piloto                 | Puntos |
| ---- | ---------------------- | ------ |
| 1    | José Antonio Liste     | 157.5  |
| 2    | Cristian Hernández Gil | 52.5   |
| 3    | Daniel Santana         | 35     |

### Trofeo vehículosGT
| Pos. | Piloto              | Puntos |
| ---- | ------------------- | ------ |
| 1    | Sergio Vallejo      | 282    |
| 2    | Miguel Ángel Fuster | 275    |
| 3    | Oscar Palacio       | 62.5   |
| 4    | Xavi Pons           | 54     |
| 5    | Joan Carchat        | 50     |

### Trofeo vehículosR3
| Pos. | Piloto               | Puntos |
| ---- | -------------------- | ------ |
| 1    | Enrique García Ojeda | 140    |

### Trofeo vehículos R2
| Pos. | Piloto             | Puntos |
| ---- | ------------------ | ------ |
| 1.   | Surhayen Pernía    | 222    |
| 2.   | Marcos Barquín     | 195    |
| 3.   | Alberto Monarri    | 180    |
| 4.   | Luis Aragonés      | 173    |
| 5.   | Celestino Iglesias | 62     |

### Trofeo copilotos femeninos
| Pos. | Copiloto                  | Puntos |
| ---- | ------------------------- | ------ |
| 1.   | Sara Fernández Palazuelos | 246    |
| 2.   | Fátima Ameneiro           | 204    |
| 3.   | Paula Ramos               | 135    |
| 4.   | Eva Costas                | 100    |
| 5.   | Ainhoa Sarasua            | 57     |

### Trofeo vehículos2WD
| Pos. | Piloto               | Puntos |
| ---- | -------------------- | ------ |
| 1    | Joan Vinyes          | 280    |
| 2    | Alejandro Sur Pernía | 176    |
| 3    | Gorka Antxustegui    | 167    |
| 4    | Marcos Barquín       | 162    |
| 5    | Alberto Monarri      | 157    |

### Copa de España de pilotos
| Pos. | Piloto                  | Puntos |
| ---- | ----------------------- | ------ |
| 1.   | Joan Vinyes             | 210    |
| 2.   | Alejandro Suárez Pernía | 176    |
| 3.   | Gorka Antxustegui       | 167    |
| 4.   | Marcos Barquín          | 156    |
| 5.   | Alberto Monarri         | 151    |

### Trofeo de España de copilotos
| Pos. | Copiloto          | Puntos |
| ---- | ----------------- | ------ |
| 1.   | Jordi Mercader    | 210    |
| 2.   | Juan Luis García  | 176    |
| 3.   | Vicente Diego     | 156    |
| 4.   | Rodrigo Sanjuan   | 151    |
| 5.   | José Ramón Seoane | 140    |

### Challenge Twingo Renault Sport R2
| Pos. | Piloto          | Puntos |
| ---- | --------------- | ------ |
| 1.   | Alberto Monarri | 90     |
| 2.   | Marcos B. Diego | 95,5   |
| 3.   | Luis Aragonés   | 70     |
| 4.   | Mario Zullo     | 12     |
| 5.   | Marcos Lorenzo  | 10     |

### Mitsubishi Evo Cup asfalto
| Pos. | Piloto             | Puntos |
| ---- | ------------------ | ------ |
| 1.   | Daniel Marbán      | 50     |
| 2.   | Víctor Senra       | 20     |
| 3.   | Jonathan Pérez     | 18     |
| 4.   | Ángel Paniceres    | 13     |
| 5.   | Xabier Lujua       | 10     |
| 6.   | Luis Vilariño      | 10     |
| 7.   | Surhayen Pernía    | 10     |
| 8.   | Óscar Mouriño      | 8      |
| 9.   | Alberto Sansegundo | 6      |
| 10.  | Alberto Hernan     | 4      |

### Copa Suzuki Swift
| Pos. | Piloto           | Puntos |
| ---- | ---------------- | ------ |
| 1.   | Pablo Pazó       | 129    |
| 2.   | Marcos Rodríguez | 127    |
| 3.   | Víctor Pérez     | 115    |
| 4.   | Adrián Díaz      | 111    |
| 5.   | Fernando Rico    | 71     |
| 6.   | Diego Pinilla    | 58     |
| 7.   | Miguel García    | 56     |
| 8.   | Édgar Vigo       | 47     |
| 9.   | Francisco Lago   | 45     |
| 10.  | Igor Izaguirre   | 45     |

### Trofeo Suzuki Swift
| Pos. | Piloto           | Puntos |
| ---- | ---------------- | ------ |
| 1.   | Pedro Freire     | 124    |
| 2.   | Ignacio Santalla | 88     |
| 3.   | Daniel Martínez  | 86     |
| 4.   | Paulo Gradaílle  | 39     |
| 5.   | Óscar Barroso    | 25     |
| 6.   | Daniel Santana   | 15     |